# Инъучжоу
Мост Инъучжоу (кит. 青草背长江大桥) — висячий трёхпилонный мост через реку Янцзы с двумя основным пролётами длиной по 850 м, расположенный на границе районов города Ухань Ханнан (на западном берегу Янцзы) и Цзянся (на восточном берегу). Пересекает остров Пайрот-айленд. Длина — 2 100 м. Имеет 6 полос движения (по три в обе стороны).
Девятый мост через реку Янцзы по очерёдности открытия в Ухане. Он также считается самым длинным к настоящему времени мостом через реку Янцзы в городе Ухань. Строительство моста обошлось в 3,08 млрд юаней.